# Colla Castellera Nyerros de la Plana
La Colla Castellera Nyerros de la Plana va ser una colla castellera osonenca creada l'any 1998 i dissolta el 2022. Els primers assajos de la colla es feren al campus de la Universitat de Vic tot i que al cap de poc començaren a assajar a la localitat de Gurb. Posteriorment traslladaren el local d'assaig a Manlleu.
Els Nyerros de la Plana van sorgir com una escissió dels Sagals d'Osona. La presentació oficial de la colla fou el 14 de març del 1999, apadrinats pels Castellers de Barcelona. El color gris de la camisa representa el color de la boira de la Plana de Vic.
L'any 2000 ja van descarregar el tres i el quatre de 7 i el pilar de 5. L'any següent, al Mercat del Ram de Vic, varen carregar per primera vegada a la seva història el quatre de 7 amb agulla.
L'última actuació de la colla va ser el dia 23 d'abril de 2022, per celebrar la diada de Sant Jordi a Manlleu, allà la colla hi va fer l'últim pilar de 4 aixecat per sota. A final del 2022 la colla es va dissoldre per manca de relleu generacional.